# Таня Гафф
Таня Гафф  (англ. Tanya Sue Huff; 26 вересня 1957) — канадська письменниця, авторка фентезі.

## Біографія
Канадська письменниця Таня Гафф народилася в 1957 році в Галіфаксі, що в провінції Нова Шотландія. В 1961 році родина перебралась у Кінгстон в Онтаріо, де і пройшло дитинство майбутньої письменниці. В 1967 році «Picton Gazette» опублікувала вірші Тані Гафф, і дівчинка отримала свій перший гонорар — 10 доларів. З 1975 по 1979 рр. Гафф служила коком в Резерві канадських ВМС. Письменниця навчалася в торонтському Політехнічному університеті Раєрсон. Вона отримала ступінь бакалавра прикладних мистецтв в області радіо і телебачення. З 1984 по 1992 рік Таня Гафф працювала в північноамериканській книгарні, розташованій в Торонто. У 1992 році, після 13 років життя в центрі Торонто, Гафф перебралася в сільський район провінції Онтаріо, де і живе зі своєю подругою, письменницею Фіоною. В автобіографії Таня Гафф зазначила: «Я прожила в діловому районі Торонто, в місті з населенням приблизно три мільйони, тринадцять років. А в 1992 році я переїхала в Тьмутаракань в орендований будинок разом з моєю подругою, двома величезними котами і маленькою кішкою-психопаткою… Мені подобається жити за містом, увесь час писати, зачитуватися Чарльзом де Лінтом, дивитися „Ксену“, „Геркулеса“, писати е-mail'и».

## Особисте життя
Таня Гафф є відкритою лесбійкою.

## Творча діяльність
З 1984 по 1992 рік Таня Гафф написала сім книг і дев'ять оповідань. Творчий доробок канадської авторки — півтора десятка фантастичних романів. За циклом «Кровні зв'язки» знятий однойменний канадський телесеріал «Кровні зв'язки». Книги:

## Відзнаки
- 1988 — премія Aurora Award
- 1996 — Номінація на премію Джеймса Тіптрі-молодшого